# Planície abissal

Diagrama dos ecossistemas oceânicos. A zona C corresponde à planície abissal.

Planície abissal é uma área extensa de fundos oceânicos com topografia suave a plana, na qual o gradiente de fundo é menor do que 1:1.000, podendo variar de 1:1000 a 1:7000. As planícies abissais podem ser consideradas como sendo as superfícies mais planas, suaves e menos exploradas da Terra. Essa província morfológica ocupa vasta área dos assoalhos abissais de todos os oceanos do mundo, são "elementos chave" da geologia das bacias oceânicas. O surgimento das planícies abissais é fruto do espalhamento do fundo oceânico, devido a movimentação das placas tectônicas, e do derretimento da crosta oceânica. O magma ascende da Astenosfera e, à medida que esse material basáltico chega à superfície nas cristas do meio do oceano, forma uma nova crosta oceânica, que é constantemente puxada para os lados pela propagação do fundo do mar.   
As principais planícies abissais encontram-se adjacentes às elevações continentais, das quais diferem no gradiente. Do lado marinho, as planícies abissais geralmente passam gradativamente à província das colinas abissais. Além de sua ocorrência no assoalho abissal, foram também encontradas no fundo das fossas marginais, nas bacias marginais e em mares epicontinentais .Encontra-se entre as margens continentais e as dorsais oceânicas, nas margens do Atlântico tem início do sopé continental, até as cordilheiras oceânicas. Estas regiões são muitas vezes cortadas pelas dorsais oceânicas e podem mostrar ravinas ou montes submarinos, chegando a atingir 1.000 m de altura, tornando-os ilhas vulcânicas e oceânicas, como Fernando de Noronha. 
Essas planícies ocupam as regiões mais profundas do fundo oceânico (com exceção das fossas), na faixa dos 4.000-6.000 m. As evidências atuais indicam que sua origem está relacionada à sedimentação por correntes de turbidez que, provenientes do continente, espalham-se sobre o fundo oceânico, peneplanizando a topografia existente. A presença de areias grossas e fósseis de águas raras atesta seu transporte por meio dessas correntes. As planícies abissais ocorrem onde as correntes de turbidez não sejam barradas pela topografia do fundo. O restante é composto principalmente por sedimentos pelágicos. Nódulos metálicos são comuns em algumas áreas das planícies, com concentrações variáveis de metais, incluindo manganês, ferro, níquel, cobalto e cobre. Há também quantidades de carbono, nitrogênio, fósforo e silício, devido ao material que desce e se decompõe. São muito comuns no Atlântico e são raras no Pacífico, devido à barragem das correntes de turbidez pelas fossas e arcos de ilhas (ex: Atlântico Norte – Hatteras, Biscaya, Demerara, Atlântico Sul – Ceará; Pernambuco, Argentina, Angola).
Devido em parte ao seu vasto tamanho, acredita-se que as planícies abissais sejam os principais reservatórios de biodiversidade. Eles também exercem influência significativa sobre a ciclagem de carbono dos oceanos, dissolução de carbonato de cálcio e concentrações atmosféricas de CO2 ao longo de escalas de tempo de cem a mil anos. A estrutura dos ecossistemas abissais é fortemente influenciada pela taxa de fluxo de alimento para o fundo do mar e pela composição do material que se instala. Fatores como mudanças climáticas, práticas de pesca e fertilização oceânica têm um efeito substancial sobre os padrões de produção primária na zona eufótica. Os animais absorvem oxigênio dissolvido das águas pobres em oxigênio. Muito oxigênio dissolvido nas planícies abissais veio de regiões polares que haviam derretido há muito tempo. Devido à escassez de oxigênio, as planícies abissais são inóspitas para organismos que floresceriam nas águas enriquecidas com oxigênio acima. Os recifes de corais de águas profundas são encontrados principalmente em profundidades de 3.000 metros e mais profundas nas zonas abissais e hadais.
As planícies abissais não eram reconhecidas como características fisiográficas distintas do fundo do mar até o final da década de 1940 e, até recentemente, nenhuma havia sido estudada de forma sistemática. São pouco preservados no registro sedimentar, pois tendem a ser consumidos pelo processo de subducção. Devido à escuridão e a uma pressão da água que pode atingir cerca de 750 vezes a pressão atmosférica (76 megapascal), as planícies abissais não são bem exploradas.

## Planícies abissais na ZEE portuguesa
- Planície abissal do Tejo
- Planície abissal da Ferradura
- Planície abissal Seine